# Choking Hazard
Choking Hazard (Original: Choking Hazard) ist eine tschechische Horrorkomödie aus dem Jahr 2004, die unter der Regie von Marek Dobeš entstand. Alternativ wird der Film auch mit dem Untertitel Shaun of the Zombies gezeigt.

## Handlung
In einem abgelegenen, fast menschenleeren Waldhotel leitet der blinde Professor Dr. Reiniš ein Wochenendseminar mit fünf Teilnehmern zum Thema „Sinn des Lebens“. Zu der philosophierenden Gruppe gesellt sich am Abend noch der Pornodarsteller Měchura, der sich zunächst irrtümlich auf einem Pornodreh glaubt. Nachdem sich das Missverständnis auflöst, beschließt Měchura kurzerhand am Kurs teilzunehmen.
Unterdessen erheben sich im angrenzenden Wald dort begrabene Förster, die zu Zombies mutieren und Jagd auf die Lebenden machen. Zuerst attackieren sie einen arglosen Pilzesammler, wandern später als Horde unaufhaltsam auf das Hotel zu, wo sie von den Seminarteilnehmern unbemerkt das Hotelpersonal im Blutrausch dezimieren. Wenig später stürmen die wandelnden Untoten den Versammlungssaal und beißen den wehrlosen Professor, während den anderen Kursteilnehmern panikartig die Flucht in andere Räumlichkeiten des Hotels gelingt. In dieser Phase trennen sich die sechs verbliebenen Personen.
Da eine Flucht aus dem Hotel zunächst unmöglich ist, diverse Zombies patrouillieren vor dem Gebäude, verbarrikadieren sich die Leute in zwei Gruppen unabhängig voneinander. Tereza verschanzt sich mit Klára in einem Zimmer, während Verner, der religiöse Měchura, der ängstliche Nedobyl und die sexhungrige Křenovcová Zuflucht in einem anderen Raum finden, in dem sich aber auch ein Waidmann-Zombie befindet. Die lebende Leiche beißt kurz vor ihrer Gefangennahme Měchura, der an den Folgen der Bisswunde verstirbt und kurze Zeit später von Verner „sicherheitshalber“ erschlagen wird. Danach flüchten die beiden Gruppen aus ihren Zimmern, irren ein wenig umher, bis sie aufeinanderstoßen.
Derweil erscheinen ein paar intelligente Untote, die sich massiv von den gut kontrollierbaren hirnlosen Zombies unterscheiden. Für die Eingeschlossenen beginnt ein knallharter Überlebenskampf, dem bald Tereza, ihr Freund Miroslav und Ivana zum Opfer fallen. Lediglich Verner und Klára gelingt es, sich erfolgreich gegen die Schar der Kreaturen zu behaupten. Am Ende des Films marschieren alle Untoten bis auf den Professor mit Beginn der Morgendämmerung zurück in den Wald, wo sie sich wieder in die Erde einbuddeln. In der letzten Szene sieht man Verner und Klára als Paar vor dem Hotel.

## Kritiken
„Rüder Horrorspaß voller Genrezitate, der kein noch so schrilles Mittel scheut, um ‚trashige‘ Unterhaltung zu bieten.“